# Calvaire de Kerjean
Le calvaire de Kerjean est situé à Cléder en France.

## Localisation
Le calvaire est situé sur la commune de Cléder, dans le département des Côtes-d'Armor en région Bretagne.

## Description
La présence votive des bubons sur le fût évoque le souvenir de la grande épidémie de peste qui sévissait au pays de Léon à la fin du  XVIe siècle. Le socle affecte la forme d'un dé sur lequel repose un entablement avec architrave, frise et corniche. La frise est ornée d'un motif en chaine. Un jeu de six contreforts s'arcboutent à la partie inférieure du fût. Ces contreforts sont taillés en quart de cercle et leur ensemble dessine un dôme ajouré. Le fût circulaire et bosselé. La double console de Kersanton est aujourd'hui privée des deux ou quatre saints personnages (adossés par deux) qu'elle reçut à l'origine.

## Historique
Le calvaire est classé au titre des monuments historiques par arrêté du 18 décembre 1969.

## Galerie

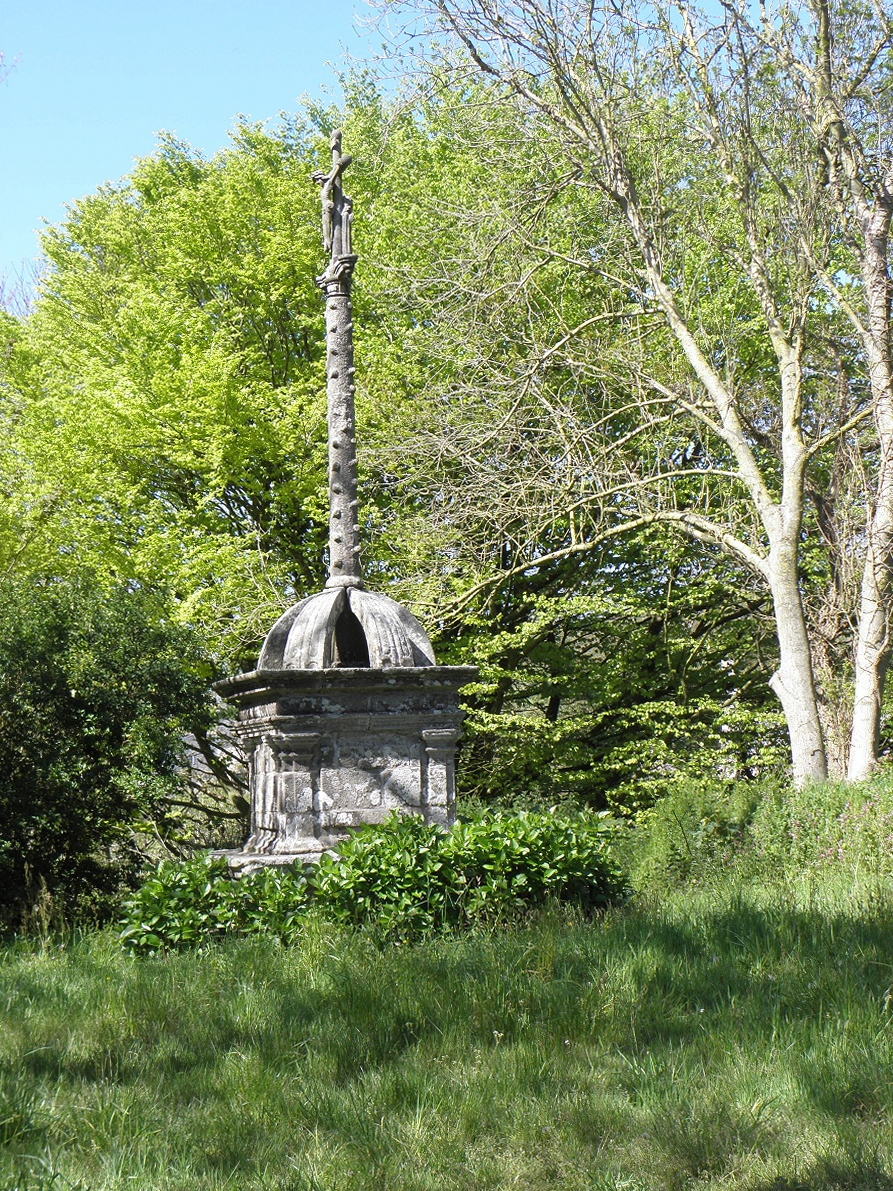
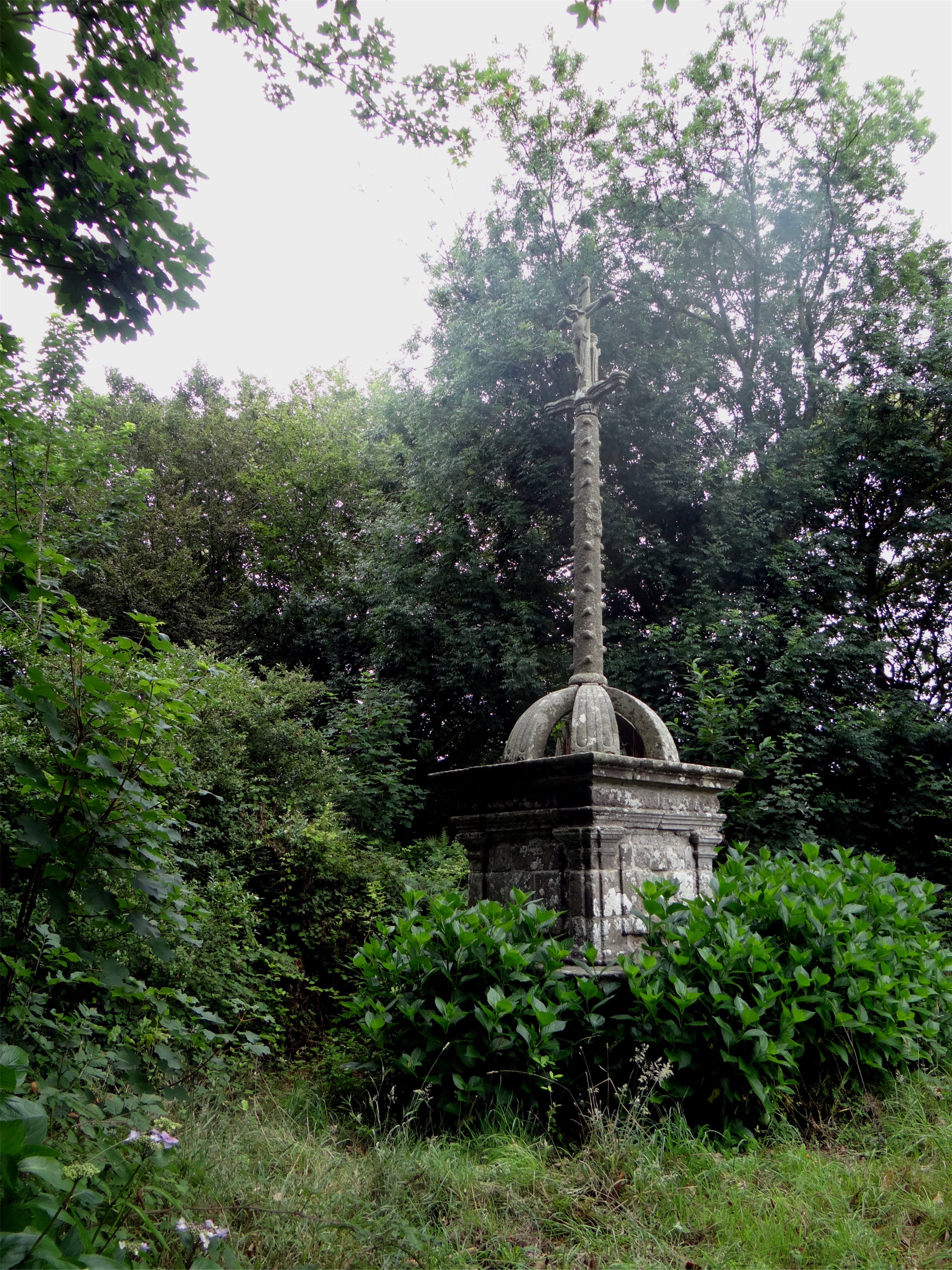
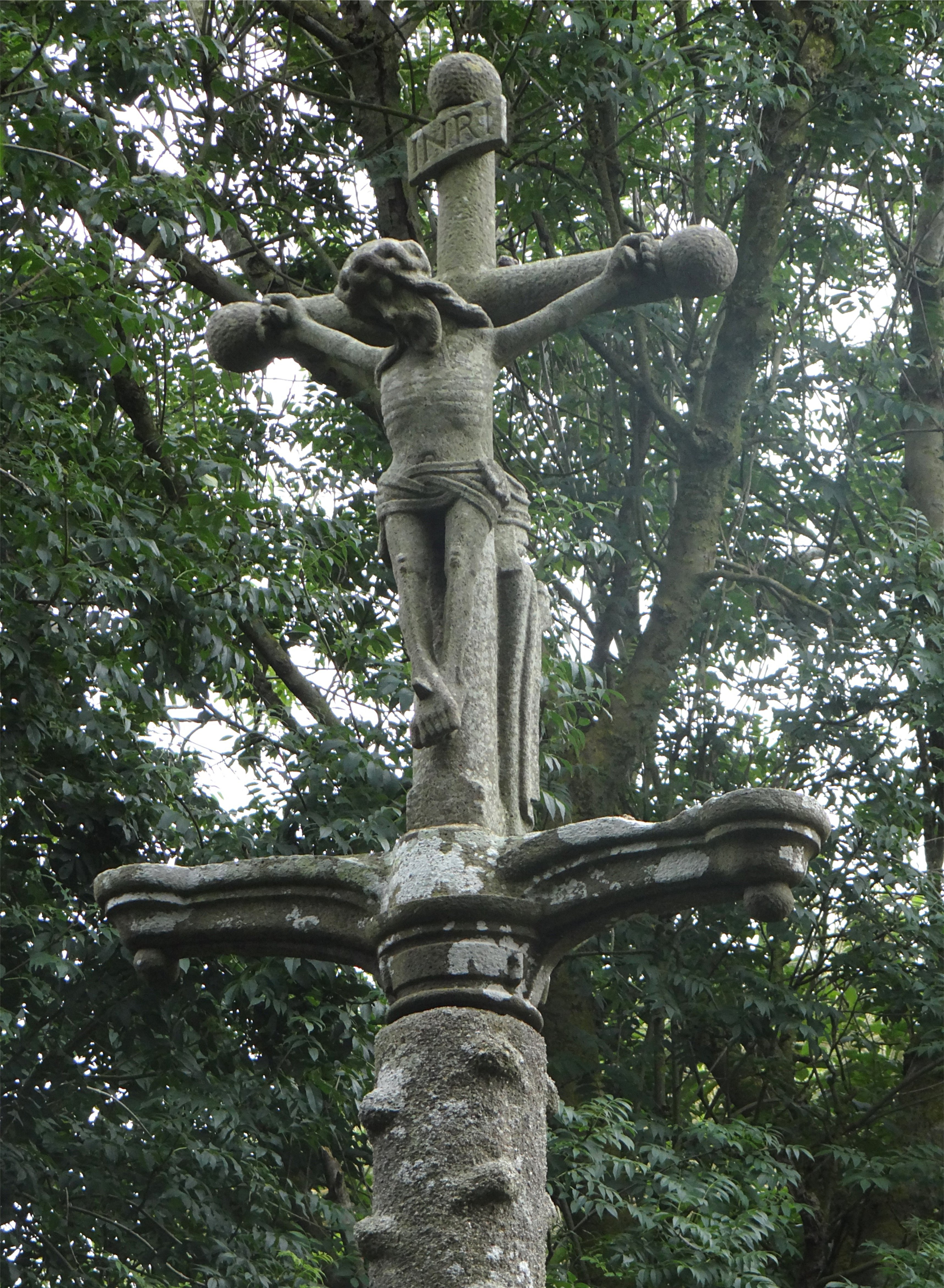
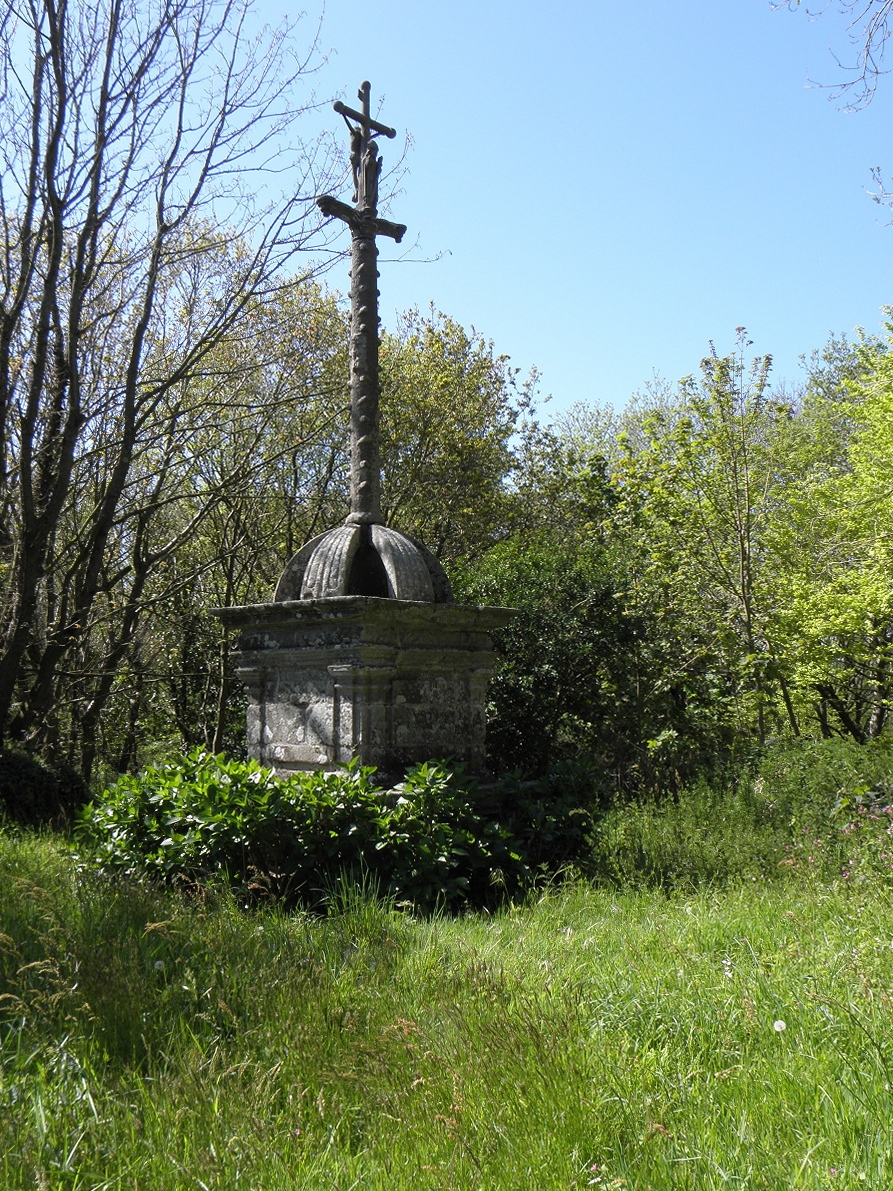